# Camptoscaphiella silens
Camptoscaphiella silens är en spindelart som beskrevs av Brignoli 1976. Camptoscaphiella silens ingår i släktet Camptoscaphiella och familjen dansspindlar.
Artens utbredningsområde är Nepal. Inga underarter finns listade.